# Predrag Ristović
Predrag Ristović (cyr.: Предраг Ристовић, ur. 21 września 1975 w Loznicy) – serbski piłkarz występujący na pozycji bramkarza. Reprezentant Jugosławii.

## Kariera klubowa
Ristović karierę rozpoczynał w sezonie 1996/1997 w pierwszoligowym zespole FK Loznica. Spędził tam jeden sezon, a potem odszedł do innego pierwszoligowca, Zemuna. Jego barwy reprezentował przez cztery sezony. W 2001 roku przeszedł do Spartaka Moskwa. Przez dwa sezony nie rozegrał w jego barwach jednak żadnego spotkania, a grał jedynie w rezerwach.
Na początku 2003 roku Ristović wrócił do ojczyzny, gdzie został graczem FK Rad. Po sezonie 2002/2003 przeniósł się stamtąd do Obilicia. Tam spędził dwa sezony, a potem wyjechał do Belgii, by grać w tamtejszym drugoligowcu, Royal Antwerp FC. Występował tam przez cztery sezony, a potem grał w zespołach z trzeciej ligi – US Centre, RFC Liège oraz Cappellen FC. W 2015 roku zakończył karierę.

## Kariera reprezentacyjna
W reprezentacji Jugosławii Ristović wystąpił jeden raz, 4 lipca 2001 w przegranym 0:1 meczu towarzyskiego turnieju Kirin Cup z Japonią.